# Praia da Laje
A Praia da Laje ou Praia da Jamaica é uma praia de areia preta situada na freguesia do Seixal, na ilha da Madeira, em Portugal.
No ano de 2004 foi alvo de melhorias, passando a ter balneários, restaurante e nadador salvador.